# Zanesville (Ohio)
Zanesville ist eine City in Ohio. Sie ist die Hauptstadt des Muskingum County. Das U.S. Census Bureau ermittelte bei der Volkszählung 2020 eine Einwohnerzahl von 24.765.
Zanesville wurde 1797 von Ebenezer Zane, nach dem die Stadt benannt ist, und dessen Schwiegersohn John McIntire an der Stelle gegründet, wo sich Zanes Trace und der Muskingum River kreuzen. Zanesville war von 1810 bis 1812 die zweite Staatshauptstadt von Ohio.

## Geografie
Zanesville liegt am Zusammenfluss des Muskingum Rivers und des Licking Rivers. Das Stadtgebiet beträgt 29,8 km², wovon 29,1 km² Land sind und 0,7 km² von Wasser bedeckt sind.

## Demografie
2000 gab es 10.572 Haushalte und 6438 Familien in der Stadt. Die Bevölkerungsdichte lag bei 878,9 Einwohnern je Quadratkilometer. Die Menschen bevölkerten 11.662 Häuser.

Die Bevölkerung verteilte sich auf 85,48 % Weiße, 10,76 % Afroamerikaner, 0,4 % Ureinwohner, 0,23 % Asiaten und 2,7 % Gemischte.

26,8 % waren jünger als 18, 9,5 % 18–24, 27,8 % 25–44, 20,5 % 45–65 und 15,5 % über 65 Jahre alt. Auf 100 Frauen kommen 85,3 Männer, auf 100 Mädchen unter 18 kommen 79,3 Jungen.

## Verkehr
An den Flugverkehr ist die Stadt über den Zanesville Municipal Airport angebunden, an das Fernverkehrsnetz über die Straßen Interstate 70, US40 und US22, welche beide Richtung Cambridge führen, sowie die state highways 60, 93, 666, 555, 719 und 146. Die belebteste Straße der Stadt ist die Maple Avenue, die auf der Nord-Süd-Achse durch die Stadt führt.

## Söhne und Töchter der Stadt
- James M. Gaylord (1811–1874), Politiker
- Gordon Newell Mott (1812–1887), Politiker
- Thomas Andrews Hendricks (1819–1885), Politiker und 21. Vizepräsident der Vereinigten Staaten von Amerika
- Samuel S. Cox (1824–1889), Jurist und Politiker
- Charles H. Gaus (1840–1909), Geschäftsmann und Politiker
- Gottlieb Schumacher (1857–1925), Bauingenieur, Architekt und Amateurarchäologe in Haifa
- Cass Gilbert (1859–1934), Architekt
- Otis Harlan (1865–1940), Schauspieler und Komiker
- Harry P. Guy (1870–1950), Pianist, Organist und Komponist (Ragtime)
- Zane Grey (1872–1939), Schriftsteller
- Jean Starr Untermeyer (1886–1970), Schriftstellerin und Übersetzerin
- Addison Richards (1887–1964), Schauspieler
- Tom Van Horn Moorehead (1898–1979), Politiker
- Thomas Townsend Brown (1905–1985), Physiker und Ufologe
- Karl U. Smith (1907–1994), Physiologe, Psychologe und Verhaltenskybernetiker
- Virginia Minnich (1910–1996), Molekularbiologin und Hochschullehrerin
- Andy Gibson (1913–1961), Jazztrompeter, Arrangeur und Komponist des Swing
- Richard Basehart (1914–1984), Schauspieler
- William Frederick „Whitey“ Wietelmann (* 15. März 1919; † 26. März 2002), Baseballspieler (Boston Braves, Pittsburgh Pirates) in der MLB
- Fred Taylor (1924–2002), Basketballtrainer
- Phil Sunkel (1925–2023), Jazz-Trompeter und Arrangeur
- Ted Ross (1934–2002), Schauspieler
- Sharon Ann Lane (1943–1969), Krankenschwester der US-Armee im Vietnamkrieg. Einzige US Krankenschwester, die im Vietnamkrieg durch feindliches Feuer (Raketenbeschuss) ums Leben kam.
- Troy Balderson (* 1962), Politiker
- Kurt Abbott (* 1969), Baseballspieler
- Kevin Martin (* 1983), Basketballspieler der Houston Rockets in der NBA
- Tahnai Annis (* 1989), philippinische Fußballspielerin
- Jane Kristen Marczewski (1990–2022), bekannt als Nightbirde, war eine US-amerikanische Singer-Songwriterin